# Rich Brian

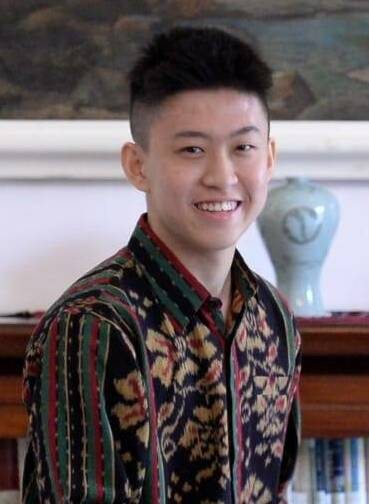
Rich Brian (2019)

Rich Brian (* 3. September 1999 in Jakarta; bürgerlich Brian Imanuel Soewarno) ist ein indonesischer Rapper.

## Biografie
Brian wuchs in Indonesien auf und begann seine Karriere in den sozialen Medien im Alter von 11 Jahren. Er entdeckte YouTube, nachdem er einen Rubik’s Cube bekommen hatte und feststellte, dass er sich am Computer seiner Eltern anmelden konnte, um Strategien zu finden, wie er den Würfel schneller lösen konnte. Im August 2010 trat er auch Twitter bei. Dies führte ihn schließlich dazu, Videoinhalte zu erstellen, darunter schwarze Comedy-Sketche auf Twitter.
Brian begann seine Karriere unter dem Namen Rich Chigga und veröffentlichte am 17. Juli 2015 seinen Debütsong Living the Dream auf seinem YouTube-Konto. Der Song wurde von DJ Smokey produziert. Brian veröffentlichte dann am 11. März 2016 seine Debütsingle Dat Stick.

## Diskografie

### Studioalben
| Jahr | Titel Musiklabel                   | Höchstplatzierung, Gesamtwochen, AuszeichnungChartplatzierungen (Jahr, Titel, Musiklabel, Platzierungen, Wochen, Auszeichnungen, Anmerkungen) | Höchstplatzierung, Gesamtwochen, AuszeichnungChartplatzierungen (Jahr, Titel, Musiklabel, Platzierungen, Wochen, Auszeichnungen, Anmerkungen) | Anmerkungen                           |
| Jahr | Titel Musiklabel                   | UK | US | Anmerkungen                           |
| ---- | ---------------------------------- | --- | --- | ------------------------------------- |
| 2018 | Amen 88rising, Empire              | UK87 (1 Wo.)UK | US18 (3 Wo.)US | Erstveröffentlichung: 2. Februar 2018 |
| 2019 | The Sailor 88rising, 12 Tone Music | — | US62 (1 Wo.)US | Erstveröffentlichung: 26. Juli 2019   |

### Singles
- 2017: Gospel (mit Keith Ape & Xxxtentacion, US: Gold)
- 2018: Midsummer Madness (mit 88Rising & Joji)
- 2021: Edamame (mit bbno$, UK: Silber, US: Gold)
- 2023: History (mit 88Rising, US: Gold)

## Auszeichnungen für Musikverkäufe
| Goldene Schallplatte - Dänemark - 2023: für die Single Edamame - Neuseeland - 2020: für die Single Midsummer Madness | 2× Platin-Schallplatte - Neuseeland - 2024: für die Single Edamame 5× Platin-Schallplatte - Kanada - 2024: für die Single Edamame |

Anmerkung: Auszeichnungen in Ländern aus den Charttabellen bzw. Chartboxen sind in ebendiesen zu finden.
| Land/RegionAuszeichnungen für Musikverkäufe (Land/Region, Auszeichnungen, Verkäufe, Quellen) | Silber  | Gold     | Platin     | Verkäufe  | Quellen          |
| -------------------------------------------------------------------------------------------- | ------- | -------- | ---------- | --------- | ---------------- |
| Dänemark (IFPI)                                                                              | —       | Gold1    | —          | 45.000    | ifpi.dk          |
| Kanada (MC)                                                                                  | —       | —        | 5× Platin5 | 400.000   | musiccanada.com  |
| Neuseeland (RMNZ)                                                                            | —       | Gold1    | 2× Platin2 | 75.000    | radioscope.co.nz |
| Vereinigte Staaten (RIAA)                                                                    | —       | 3× Gold3 | —          | 1.500.000 | riaa.com         |
| Vereinigtes Königreich (BPI)                                                                 | Silber1 | —        | —          | 200.000   | bpi.co.uk        |
| Insgesamt                                                                                    | Silber1 | 5× Gold5 | 7× Platin7 |           |                  |